# Liga de Básquetbol Estatal de Chihuahua 2023
La Liga de Básquetbol Estatal de Chihuahua 2023 se refiere al certamen de la Liga Estatal de Básquetbol de Chihuahua que se celebró en 2023.
Por motivos de esponsorización, la liga se le conoce también como Liga Mexbet LBE.
La temporada 2023 contará solamente con la participación de seis equipos -siendo la de menor participación en la historia de la liga-, para este año, Cerveceros de Meoqui, Manzaneros de Cuauhtémoc y Vaqueros de Agua Prieta desaparecieron del circuito mientras regresaron Indios de Ciudad Juárez y Mineros de Parral.

## Sistema de competición
Se sigue un sistema de liga, los seis equipos se enfrentarán todos contra todos en tres ocasiones contra cada equipo, 3 equipos con 8 juegos de local y 7 de visitante, los otros 3 equipos con 7 juegos de local y 8 de visitante; sumando un total de 15 jornadas.

## Equipos
| Liga de Básquetbol Estatal de Chihuahua 2023 |                          |                                        |
| Equipo                                       | Ciudad                   | Gimnasio                               |
| Apaches de Chihuahua                         | Chihuahua, Chihuahua     | Gimnasio Rodrigo M. Quevedo            |
| Dorados Capital                              | Chihuahua, Chihuahua     | Gimnasio Manuel Bernardo Aguirre       |
| Indios de Ciudad Juárez                      | Ciudad Juárez, Chihuahua | Gimnasio Municipal Josué “Neri” Santos |
| Indomables de Ciudad Juárez                  | Ciudad Juárez, Chihuahua | Gimnasio Municipal Josué “Neri” Santos |
| Mineros de Parral                            | Parral, Chihuahua        | Auditorio Municipal Parral             |
| Toros Laguna                                 | Torreón, Coahuila        | Auditorio Municipal Torreón            |

## Temporada 2023

### Resultados
| Toros Laguna                | 98-111  | Apaches de Chihuahua    | Auditorio Municipal Torreón      | 10 de febrero |
| Dorados Capital             | 96-63   | Mineros de Parral       | Gimnasio Manuel Bernardo Aguirre | 10 de febrero |
| Indomables de Ciudad Juárez | 120-109 | Indios de Ciudad Juárez | Municipal “Neri” Santos          | 10 de febrero |

| Apaches de Chihuahua        | 111-112 | Toros Laguna            | Gimnasio Rodrigo M. Quevedo | 11 de febrero |
| Mineros de Parral           | 92-97   | Indios de Ciudad Juárez | Auditorio Municipal Parral  | 11 de febrero |
| Indomables de Ciudad Juárez | 110-120 | Dorados Capital         | Municipal “Neri” Santos     | 11 de febrero |

| Mineros de Parral       | 89-94  | Toros Laguna         | Auditorio Municipal Parral  | 17 de febrero |
| Apaches de Chihuahua    | 96-128 | Dorados Capital      | Gimnasio Rodrigo M. Quevedo | 17 de febrero |
| Indios de Ciudad Juárez | 86-88  | Apaches de Chihuahua | Municipal “Neri” Santos     | 3 de abril    |

| Mineros de Parral | 100-92  | Apaches de Chihuahua        | Auditorio Municipal Parral       | 18 de febrero |
| Toros Laguna      | 120-105 | Indomables de Ciudad Juárez | Auditorio Municipal Torreón      | 18 de febrero |
| Dorados Capital   | 113-104 | Indios de Ciudad Juárez     | Gimnasio Manuel Bernardo Aguirre | 19 de febrero |

| Indomables de Ciudad Juárez | 108-100 | Mineros de Parral           | Municipal “Neri” Santos | 23 de febrero |
| Indios de Ciudad Juárez     | 88-78   | Mineros de Parral           | Municipal “Neri” Santos | 27 de marzo   |
| Indios de Ciudad Juárez     | 108-110 | Indomables de Ciudad Juárez | Municipal “Neri” Santos | 5 de abril    |

| Indios de Ciudad Juárez | 98-85  | Indomables de Ciudad Juárez | Municipal “Neri” Santos          | 25 de febrero |
| Toros Laguna            | 81-79  | Mineros de Parral           | Auditorio Municipal Torreón      | 25 de febrero |
| Dorados Capital         | 105-93 | Apaches de Chihuahua        | Gimnasio Manuel Bernardo Aguirre | 1 de marzo    |
| Indios de Ciudad Juárez | 72-89  | Dorados Capital             | Municipal “Neri” Santos          | 2 de marzo    |

| Indomables de Ciudad Juárez | 115-112 | Toros Laguna                | Municipal “Neri” Santos     | 3 de marzo |
| Apaches de Chihuahua        | 110-100 | Mineros de Parral           | Gimnasio Rodrigo M. Quevedo | 3 de marzo |
| Apaches de Chihuahua        | 136-120 | Indomables de Ciudad Juárez | Gimnasio Rodrigo M. Quevedo | 4 de marzo |

| Indios de Ciudad Juárez | 94-101 | Toros Laguna            | Municipal “Neri” Santos    | 4 de marzo |
| Mineros de Parral       | 81-103 | Dorados Capital         | Auditorio Municipal Parral | 4 de marzo |
| Mineros de Parral       | 85-94  | Indios de Ciudad Juárez | Auditorio Municipal Parral | 8 de marzo |

| Toros Laguna                | 107-90 | Dorados Capital         | Auditorio Municipal Torreón | 9 de marzo  |
| Toros Laguna                | 105-95 | Indios de Ciudad Juárez | Auditorio Municipal Torreón | 10 de marzo |
| Indomables de Ciudad Juárez | 120-99 | Apaches de Chihuahua    | Municipal “Neri” Santos     | 11 de marzo |

| Dorados Capital             | 99-79   | Indomables de Ciudad Juárez | Gimnasio Manuel Bernardo Aguirre | 10 de marzo |
| Apaches de Chihuahua        | 119-103 | Indios de Ciudad Juárez     | Gimnasio Rodrigo M. Quevedo      | 16 de marzo |
| Dorados Capital             | 86-99   | Toros Laguna                | Gimnasio Manuel Bernardo Aguirre | 17 de marzo |
| Indomables de Ciudad Juárez | 132-94  | Mineros de Parral           | Municipal “Neri” Santos          | 17 de marzo |

| Apaches de Chihuahua | 89-91  | Dorados Capital | Gimnasio Rodrigo M. Quevedo | 18 de marzo |
| Mineros de Parral    | 74-109 | Toros Laguna    | Auditorio Municipal Parral  | 18 de marzo |

| Mineros de Parral | 119-113 | Apaches de Chihuahua        | Auditorio Municipal Parral       | 24 de marzo |
| Dorados Capital   | 98-77   | Indios de Ciudad Juárez     | Gimnasio Manuel Bernardo Aguirre | 24 de marzo |
| Toros Laguna      | 113-103 | Indomables de Ciudad Juárez | Auditorio Municipal Torreón      | 24 de marzo |

| Dorados Capital             | 134-90 | Mineros de Parral       | Gimnasio Manuel Bernardo Aguirre | 25 de marzo |
| Indomables de Ciudad Juárez | 92-98  | Apaches de Chihuahua    | Municipal “Neri” Santos          | 25 de marzo |
| Toros Laguna                | 100-87 | Indios de Ciudad Juárez | Auditorio Municipal Torreón      | 25 de marzo |

| Indomables de Ciudad Juárez | 107-106 | Dorados Capital | Municipal “Neri” Santos     | 31 de marzo |
| Apaches de Chihuahua        | 92-120  | Toros Laguna    | Gimnasio Rodrigo M. Quevedo | 31 de marzo |

| Mineros de Parral       | 115-171 | Indomables de Ciudad Juárez | Auditorio Municipal Parral  | 28 de marzo |
| Indios de Ciudad Juárez | 79-75   | Apaches de Chihuahua        | Municipal “Neri” Santos     | 2 de abril  |
| Toros Laguna            | 98-104  | Dorados Capital             | Auditorio Municipal Torreón | 2 de abril  |

Fuente: Rol de Juegos LBE 2023

### Clasificación
|                                                                           | Equipo                      | JJ | JG | JP  | PF    | PC    | DIF  | PTOS |
| ------------------------------------------------------------------------- | --------------------------- | -- | -- | --- | ----- | ----- | ---- | ---- |
| 1                                                                         | Toros Laguna                | 15 | 12 | 3   | 1,569 | 1,435 | 134  | 27   |
| 2                                                                         | Dorados Capital             | 15 | 12 | 3   | 1,562 | 1,365 | 197  | 27   |
| 3                                                                         | Indomables de Ciudad Juárez | 15 | 8  | 7   | 1,677 | 1,627 | 50   | 23   |
| 4                                                                         | Apaches de Chihuahua        | 15 | 6  | 9   | 1,522 | 1,573 | -51  | 21   |
| 5                                                                         | Indios de Ciudad Juárez     | 15 | 5  | 910 | 1,391 | 1,458 | -67  | 20   |
| 6                                                                         | Mineros de Parral           | 15 | 2  | 13  | 1,359 | 1,622 | -263 | 17   |
| Fuente: Liga de Básquetbol Estatal de Chihuahua; actualización automática |                             |    |    |     |       |       |      |      |

- Clasificado a Playoffs.

### Playoffs
|  | Semifinales     | Semifinales                 | Semifinales     |                 |   | Final            | Final            | Final            |  |
|  | 7 - 13 de abril | 7 - 13 de abril             | 7 - 13 de abril |                 |   | 22 - 29 de abril | 22 - 29 de abril | 22 - 29 de abril |  |
|  |                 |                             |                 |                 |   |                  |                  |                  |  |
|  |                 |                             |                 |                 |   |                  |                  |                  |  |
|  | 1               | Toros Laguna                | 3               |                 |   |                  |                  |                  |  |
|  | 1               | Toros Laguna                | 3               |                 |   |                  |                  |                  |  |
|  | 4               | Apaches de Chihuahua        | 0               |                 |   |                  |                  |                  |  |
|  | 4               | Apaches de Chihuahua        | 0               |                 | 1 | Toros Laguna     | 4                |                  |  |
|  |                 |                             |                 |                 | 1 | Toros Laguna     | 4                |                  |  |
|  |                 |                             | 2               | Dorados Capital | 0 |                  |                  |                  |  |
|  | 2               | Dorados Capital             | 2               | Dorados Capital | 0 | 3                |                  |                  |  |
|  | 2               | Dorados Capital             |                 |                 |   | 3                |                  |                  |  |
|  | 3               | Indomables de Ciudad Juárez | 0               |                 |   |                  |                  |                  |  |
|  | 3               | Indomables de Ciudad Juárez | 0               |                 |   |                  |                  |                  |  |
|  |                 |                             |                 |                 |   |                  |                  |                  |  |

#### Semifinales

##### (1)Toros Lagunavs. (4)Apaches de Chihuahua
| 8 de abril, 20:00 | Toros Laguna                                               | 114–94               | Apaches de Chihuahua                                                        | Torreón, Coahuila                     |  |
|                   | Parciales: 34-28, 21-23, 28-19, 31-24                      |                      |                                                                             |                                       |  |
|                   | Estadísticas J. Ibarra (22) J. Ibarra (13) D. Bejarano (8) | Reporte Pts Reb Asts | Estadísticas (23) I. Alvarado (7) I. Alvarado, H. Hernández (4) I. Alvarado | Pabellón: Auditorio Municipal Torreón |  |

| 9 de abril, 18:00 | Toros Laguna                                               | 104–95               | Apaches de Chihuahua                                                   | Torreón, Coahuila                     |  |
|                   | Parciales: 28-29, 23-15, 23-22, 30-29                      |                      |                                                                        |                                       |  |
|                   | Estadísticas J. Ibarra (20) J. Ibarra (12) J. Anderson (5) | Reporte Pts Reb Asts | Estadísticas (23) H. Hernández (9) D. Girón (4) J. Jordan, I. Alvarado | Pabellón: Auditorio Municipal Torreón |  |

| 13 de abril, 20:15 | Apaches de Chihuahua                                                       | 120–132              | Toros Laguna                                               | Chihuahua, Chihuahua                  |  |
|                    | Parciales: 26-35, 32-31, 26-31, 36-35                                      |                      |                                                            |                                       |  |
|                    | Estadísticas H. Hernández (27) H. Hernández, K. Spicer (7) I. Alvarado (8) | Reporte Pts Reb Asts | Estadísticas J. Ibarra (38) J. Ibarra (16) D. Bejarano (9) | Pabellón: Gimnasio Rodrigo M. Quevedo |  |

##### (2)Dorados Capitalvs. (3)Indomables de Ciudad Juárez
| 7 de abril, 20:00 | Dorados Capital                                                        | 142–93               | Indomables de Ciudad Juárez                                | Chihuahua, Chihuahua   |  |
|                   | Parciales: 26-26, 35-21, 41-30, 40-16                                  |                      |                                                            |                        |  |
|                   | Estadísticas D. Summers, G. Ricks (24) I. Gutiérrez (15) C. Cortés (7) | Reporte Pts Reb Asts | Estadísticas (28) D. Dingle (7) J. Dickerson (7) R. Suárez | Pabellón: Gimnasio MBA |  |

| 8 de abril, 18:00 | Dorados Capital                                                         | 100–97               | Indomables de Ciudad Juárez                                            | Chihuahua, Chihuahua   |  |
|                   | Parciales: 26-18, 21-25, 35-25, 18-29                                   |                      |                                                                        |                        |  |
|                   | Estadísticas D. Summers (37) D. Summers, I. Gutiérrez (9) C. Cortés (7) | Reporte Pts Reb Asts | Estadísticas (30) G. Vázquez (7) R. Suárez, A. Castrejón (9) R. Suárez | Pabellón: Gimnasio MBA |  |

| 13 de abril, 20:00 | Indomables de Ciudad Juárez   | 104–111 | Dorados Capital | Cd. Juárez, Chihuahua                            |  |
|                    | Parciales: 0-0, 0-0, 0-0, 0-0 |         |                 |                                                  |  |
|                    |                               | Reporte |                 | Pabellón: Gimnasio Municipal Josué “Neri” Santos |  |

#### Final

##### (1)Toros Lagunavs. (2)Dorados Capital
| 22 de abril, 20:00 | Toros Laguna                                             | 113–99               | Dorados Capital                                                         | Torreón, Coahuila                     |  |
|                    | Parciales: 23-24, 35-22, 37-26, 18-27                    |                      |                                                                         |                                       |  |
|                    | Estadísticas G. Girón (30) J. Ibarra (9) D. Bejarano (6) | Reporte Pts Reb Asts | Estadísticas (20) C. William (11) C. William (3) D. Estrada, D. Summers | Pabellón: Auditorio Municipal Torreón |  |

| 23 de abril, 19:00 | Toros Laguna                                                             | 109–103              | Dorados Capital                                                                    | Torreón, Coahuila                     |  |
|                    | Parciales: 24-33, 36-36, 21-18, 28-16                                    |                      |                                                                                    |                                       |  |
|                    | Estadísticas D. Bejarano (25) J. Ibarra (16) D. Bejarano, I. Montano (6) | Reporte Pts Reb Asts | Estadísticas (20) G. Ricks (12) C. William (3) D. Estrada, J. Gutiérrez , G. Ricks | Pabellón: Auditorio Municipal Torreón |  |

| 27 de abril, 20:00 | Dorados Capital                                               | 102–109              | Toros Laguna                                                 | Chihuahua, Chihuahua   |  |
|                    | Parciales: 22-32, 21-25, 37-31, 22-21                         |                      |                                                              |                        |  |
|                    | Estadísticas C. William (25) C. William (17) J. Gutiérrez (5) | Reporte Pts Reb Asts | Estadísticas (39) D. Bejarano (18) J. Torres (6) D. Bejarano | Pabellón: Gimnasio MBA |  |

| 29 de abril, 18:00 | Dorados Capital                                          | 112–119              | Toros Laguna                                              | Chihuahua, Chihuahua   |  |
|                    | Parciales: 28-25, 32-28, 19-43, 33-23                    |                      |                                                           |                        |  |
|                    | Estadísticas G. Ricks (25) C. William (17) C. Cortés (8) | Reporte Pts Reb Asts | Estadísticas (27) G. Girón (13) J. Ibarra (8) D. Bejarano | Pabellón: Gimnasio MBA |  |

### Juego de Estrellas
El Juego de Estrellas 2023 se realizó el domingo 12 de marzo en el Gimnasio Manuel Bernardo Aguirre de Chihuahua, casa de los Dorados.
El equipo Nones ganó el encuentro y vence 116-112 al equipo Pares.

#### Equipos
| Nombre                                 | Equipo     | Pos  |
| -------------------------------------- | ---------- | ---- |
| Daniel Xavier Bejarano                 | Toros      | SG   |
| Iván Montano Macías                    | Toros      | PG   |
| Joshua Bryan Ibarra                    | Toros      | C    |
| Jorge Luis Torres                      | Toros      | PF/C |
| Rayes Tony Gallegos Jr.                | Indomables | F    |
| Carlos Ramsés Suárez Rodríguez         | Indomables | PG   |
| Gabriel Vázquez Mejía                  | Indomables | PF   |
| Raúl Eduardo Delgado Cruz              | Indomables | SG   |
| Gabriel Alexander McCray               | Indios     | PF   |
| Daniel Alejandro Soto Pozo             | Indios     | F    |
| Ricardo Calatayud Ávila                | Indios     | PG   |
| Tomas Davin Nuño                       | Indios     | SG   |
| Entrenador: Facundo Murias (Toros)     |            |      |
| Asistente: Javier Mendoza (Indomables) |            |      |

| Nombre                                       | Equipo  | Pos |
| -------------------------------------------- | ------- | --- |
| Kohl Gerhard Meyer                           | Dorados | PG  |
| Gary Ricks Mondragón Jr.                     | Dorados | SG  |
| Luis Alejandro Villanueva López              | Dorados | SF  |
| Dwayne Morgan                                | Dorados | C   |
| José David Estrada Stone                     | Dorados | F   |
| Khaliq Khadeen Spicer                        | Apaches | C   |
| Idris Ibn Idris Dawud Alvarado               | Apaches | F   |
| Víctor Ramón Álvarez Diez                    | Apaches | PG  |
| Daniel Oscar Girón Villarreal                | Apaches | F   |
| Ángel Francisco Peralta Carrillo             | Mineros | SF  |
| Alan Amador Olivas Baca                      | Mineros | PF  |
| Barry Alejandro Ogalue Chinedu               | Mineros | F   |
| Entrenador: Pablo García Fernández (Dorados) |         |     |
| Asistente: Jesús Hiram Mendoza (Apaches)     |         |     |

 =  Cuenta con nacionalidad mexicana. 

#### Concurso de Habilidades
| Pos | Jugador                        | Equipo     | 1ª Ronda | 2ª Ronda | Final  |
| --- | ------------------------------ | ---------- | -------- | -------- | ------ |
| F   | Eduardo José Girón Villareal   | Toros      | 20.85s   | 21.84s   | 17.26  |
| PG  | Víctor Ramón Álvarez Diez      | Apaches    | 20.50s   | 23.25s   | 21.09s |
| PG  | Carlos Ramsés Suárez Rodríguez | Indomables | 24.59s   | 21.54s   | DNQ    |
| PG  | Iván Montano Macías            | Toros      | 22.13s   | 25.58s   | DNQ    |
| F   | Barry Alejandro Ogalue Chinedu | Mineros    | 32.03s   | 23.87s   | DNQ    |
| F   | José David Estrada Stone       | Dorados    | 23.94s   | 32.47s   | DNQ    |
| F   | Marco Antonio Ramos Esquivel   | Dorados    | 27.65s   | 24.35s   | DNQ    |

 =  Cuenta con nacionalidad mexicana. 

#### Concurso de Triples
| Pos | Jugador                          | Equipo     | 1ª Ronda | Final   |
| --- | -------------------------------- | ---------- | -------- | ------- |
| SG  | Gary Ricks Mondragón Jr.         | Dorados    | 23 ptos  | 35 ptos |
| PG  | Ricardo Calatayud Ávila          | Indios     | 30 ptos  | 24 ptos |
| PF  | Gabriel Vazquez Mejía            | Indomables | 26 ptos  | 24 ptos |
| SF  | Idris Ibn Idris Dawud Alvarado   | Apaches    | 20 ptos  | DNQ     |
| PG  | Ismael Yomar Cruz Paris          | Apaches    | 20 ptos  | DNQ     |
| SF  | Ángel Francisco Peralta Carrillo | Mineros    | 18 ptos  | DNQ     |
| SF  | Steven Lemont Pledger II         | Mineros    | 18 ptos  | DNQ     |
| SF  | Luis Alejandro Villanueva López  | Dorados    | 17 ptos  | DNQ     |
| SG  | Josué Andriassi Quintana         | Toros      | 16 ptos  | DNQ     |
| F   | Marco Antonio Ramos Esquivel     | Dorados    | 15 ptos  | DNQ     |
| SF  | Eduardo José Girón Villareal     | Toros      | 14 ptos  | DNQ     |
| SF  | Josimar Abdiel Ayarza Tous       | Apaches    | 13 ptos  | DNQ     |

 =  Cuenta con nacionalidad mexicana. 

#### Concurso de Clavadas
| Pos | Jugador                        | Equipo  | 1ª Ronda | 2ª Ronda | Final   |
| --- | ------------------------------ | ------- | -------- | -------- | ------- |
| F   | Eder Jesús Herrera Alvarado    | Mineros | 32 ptos  | 36 ptos  | 40 ptos |
| F   | Barry Alejandro Ogalue Chinedu | Mineros | 32 ptos  | 36 ptos  | 39 ptos |
| PF  | Gabriel Alexander McCray       | Indios  | 32 ptos  | 36 ptos  | 38 ptos |
| PF  | Jorge Luis Torres              | Toros   | 35 ptos  | 33 ptos  | DNQ     |

 =  Cuenta con nacionalidad mexicana. 